# Johan Koren (zoolog)
 For alternative betydninger, se Johan Koren. (Se også artikler, som begynder med Johan Koren)
Johan Koren (født 6. juli 1809 i Bergen, død 3. oktober 1885 sammesteds) var en norsk zoolog.
Koren tog 1836 norsk medicinsk eksamen og var 1838—54 kompagnikirurg i Bergenske Infanteribrigade samt i en årrække fra 1851 naturhistorielærer ved flere af Bergens skoler. Ved Kristiania Universitet havde han begyndt at lægge sig efter naturvidenskaberne, især botanik, og disse studier fortsatte han, efter at han havde bosat sig i Bergen. Det blev nu især zoologiske studier og undersøgelser, han ofrede sin opmærksomhed. Han blev i slutningen af 1840'erne ansat som konservator ved Bergens Museum, til hvis samlingers forøgelse og systematiske ordning hans navn for bestandig er knyttet, idet han egentlig grundlagde museet som naturvidenskabelig institution og i mere end 40 år uegennyttig ofrede sig for dets udvikling, medens han samtidig med sin lærdom, der understøttedes af en sjælden lykkelig hukommelse, og med et sikkert og hurtigt blik for zoologiske former var som et levende leksikon for sine medarbejdere, både hvad angik litteratur og dyreformer af alle klasser.
Han fulgte med levende interesse al ny forskning, kendte derfor godt til alle ny resultater og alle nye undersøgelsesmetoder; men selv var han en ængstelig og beskeden mand, der først ved samarbejde med andre forskere kunne bringes til i videnskabelig produktion at gøre sin iagttagelsesevne og sine rige kundskaber gældende. Sine fleste arbejder har han offentliggjort sammen med sin ven Daniel Cornelius Danielssen, dels i norske og udenlandske fagjournaler eller selskabsskrifter, dels i Fauna littoralis Norvegiæ og i generalberetningen om den norske Nordhavsekspedition. I denne sidste er følgende bind af ham og Danielssen: III. Gephyrea (1881), VI. Holothurioidea (1882), XI. Asteroidea (1884), XII. Pennatulida (1884). Deres værk om Nye Alcyonider, Gorgonider og Pennatulider, tilhørende Norges Fauna (1883) findes blandt Bergens Museums skrifter.